# Antizipation (Musik)
Antizipation (von lateinisch anticipare), auch Vorausnahme, bezeichnet in der Musik die gegebenenfalls dissonante Vorwegnahme der auf die nächste schwere Taktzeit folgenden (konsonanten) Melodienote (als Bestandteil eines Akkords). Ein typischer Fall ist die Antizipation der Finalis in einer Schlusskadenz.
Das nachfolgende Beispiel demonstriert diesen Sachverhalt: Im Rahmen einer Kadenz in G-Dur nimmt die Oberstimme den Schlusston g im Auftakt zum letzten Takt vorweg. Diese Antizipation bildet eine Dissonanz zu dem Dreiklang d-fis-a (Dominante), der an dieser Stelle erklingt.